# C4-växter
C4-växter betecknar växter där basmolekylen i fotosyntesreaktionen innehåller 4 stycken kol-atomer. C4-växter har en ekologisk fördel framför C3-växter i varmt och torrt klimat på grund av låg fotorespiration. Exempel på C4-växter är majs. Ytterligare en typ av fotosyntes är CAM-fotosyntes.

## C4-växters transpirationsförhållande
Växters gasutbyte sker i klyvöppningarna. Samtidigt som växter tar upp CO2 och avger O2, så släpps vatten ut genom klyvöppningarna. Detta är nödvändigt för att bibehålla växternas vätskeupptag.  När det är torrt är detta samband dock ett problem för växterna. Växter som lever i torrt och varmt klimat har utvecklat speciella egenskaper för att kunna bibehålla fotosyntes och därmed tillväxt, utan att förlora så mycket vatten. Hur effektivt en växt kan utföra fotosyntes utan att förlora för mycket vatten kallas för transpirationsförhållande (transpiration ratio).
Transpirationsförhållande = {\displaystyle {\frac {Avd}{Upp}}}         (Avd = antal mol H2O som avdunstar  och Upp = antal mol CO2 som tas upp)
De flesta växter är s.k. C3-växter och dessa har ett transpirationsförhållande på 500. Ett vanligt motsvarande värde för C4-växter är 250.

## Mekanismer för CO2koncentrering i C4-växter
C4-växter har två olika typer av celler med kloroplaster, mesofyllceller och kransceller. Mesofyllcellerna och kranscellerna är anatomiskt olika, men samarbetar. C3-växter har enbart mesofyllceller.  Mesofyllcellerna och kransceller ligger nära varandra i växtens gröna vävnad. Mellan mesofyllet och kranscellerna finns ett nätverk av plasmodesmata där fotosyntesprodukterna transporteras.
Fotosyntesen åtföljs av fotorespirationen och denna sker i  fyra steg i C4-växter:
1. CO2 kommer in genom klyvöppningarna till mesofyllcellerna. I mesofyllet sker CO2-assimilering. Här bildas en fyra kolatomer lång organisk syra; malat och/eller aspartat genom att binda en CO2 till en tre kol lång organisk syra (pyruvat eller alanin)
2. Därefter transporteras C4-syran till en kranscell.
3. I kranscellen delas C4-syran upp i CO2 och C3-syran.
4. CO2 går in i slutsteget av fotosyntesen för att byggas in i glukos och C3-syran transporteras tillbaka till mesofyllcellen för att byggas ihop med en ny CO2.

Genom denna aktiva transport av CO2 blir CO2 8 till 10 gånger mer koncentrerat inuti kranscellerna jämfört med i mesofyllet hos vanliga C3-växter. 
Transporten av CO2 över en koncentrationsgradient, innebär att det krävs energi. Varje förflyttning av en CO2 över gradienten kräver 2 ATP.

## De kemiska reaktionerna i C4-växters koldioxidassimilation och de enzym som är aktiva
| Reaktions- ordning | Enzym                         | reaktanter                                                             | resultanter                                                            |
| ------------------ | ----------------------------- | ---------------------------------------------------------------------- | ---------------------------------------------------------------------- |
| 1                  | Fosfoenolpyruvat karboxylas   | fosfoenolpyruvat + HCO3-                                               | oxalacetat + HOPO32-                                                   |
| 2                  | NADP malat dehydrogenas       | oxalacetat + NADPH + H+                                                | malat + NADP+                                                          |
| 3                  | Aspartat aminotransferas      | oxalacetat + glutamat                                                  | aspartat + α-ketoglutarat                                              |
| 4                  | NADP äppelsyraenzym           | malat + NADP+                                                          | pyruvat + CO2 + NADPH + H+                                             |
| 5                  | Fosfoenolpyruvat karboxykinas | oxalacetat + ATP                                                       | fosfofenolpyruvat + CO2 + ADP                                          |
| 6                  | Alanin aminotransferas        | pyruvat + glutamat {\displaystyle {\ce {<=>}}} alanin + α-ketoglutarat | pyruvat + glutamat {\displaystyle {\ce {<=>}}} alanin + α-ketoglutarat |
| 7                  | Pyruvat-ortofosfat dikinas    | pyruvat + HOPO32- + ATP                                                | fosfoenolpyruvat + AMP + H2P2O72-                                      |

## Ljusaktivering
Pyruvat-ortofosfat ökar aktiviteten i ljus och minskar aktiviteten i mörker. C4-växter minskar alltså förmågan att utföra C4-fotosyntes ju mörkare det är. 

## Klimatanpassningar hos C4-växter
Eftersom C4-växter har en mycket effektiv koncentrationsapparat för koldioxid, kan klyvöppningarna hållas nästan stängda och på så vis minskas vattenavdunstningen. Koncentreringen av CO2 i kranscellerna, leder till att fotorespirationen hämmas. Effekten är att C4-växter har en mer effektiv fotosyntes än C3-växter vid höga temperaturer i torrt klimat. 

## C4-växter
Exempel på C4-växter är majs, sockerrör, hirs och gräs av släktet Sorghum.

## Historia
Upptäckten av C4-växters fotosyntes kan spåras till Hugo Kortschack och hans kollegor på Hawaii samt till Y. Karpilovs studier på majs i Sovjetunionen. Med hjälp av radioaktiva C-14 markörer i CO2 upptäckte de att C4-växter som utsattes för ljus samlade 70-80% av markörerna i malat och aspartat. Detta sker inte i C3-växter. Hal Hatch och Roger Slack undersökte fenomenet vidare och upptäckte C4-växternas torr- och värmeanpassade koldioxidassimilering och beskrev grunden för et som kallas för C4 PCA cykeln (Hatch and Slack, 1966, O'Leary, 1982). Senare studier av Hatch, men även av Edwards med flera visade att det finns tre olika varianter av C4 PCA cykeln (Edwards och Walker, 1983).